# Bjarni Herjólfsson
Bjarni Herjólfsson (Islanda, ... – ...; fl. X secolo) fu un esploratore norreno-islandese, il primo europeo di cui si abbia notizia a scoprire le Americhe, che egli avvistò nell'estate del 986, ben 506 anni prima dei viaggi di Cristoforo Colombo.

## Vita
Bjarni nacque in Islanda, terra in cui viveva la sua famiglia, anche se la sua patria d'origine era la Norvegia.

## La scoperta dell'America
Bjarni Herjólfsson è ritenuto essere stato il primo europeo ad avvistare il Nordamerica. La Saga dei groenlandesi (Grœnlendinga saga) narra che, dopo aver scoperto che suo padre non stava più in Islanda, ma era emigrato in Groenlandia con Erik il Rosso, decise che avrebbe svernato da suo padre come ogni anno, e si mise di nuovo in mare per raggiungerlo, sebbene non avesse mai navigato nel mare di Groenlandia. Anche per questo motivo, quell'estate (correva l'anno 985 o 986) venne mandato fuori rotta da improvvisi venti da nord e da svariati giorni di nebbia. 
Poiché nessuno degli uomini del suo equipaggio era mai stato in Groenlandia prima di allora, essi dovettero cercare la rotta giusta. Quando infine tornò il sole, avvistò una terra che non poteva essere la Groenlandia, essendo collinosa e molto boscosa. Dopo due giorni di navigazione avvistarono una costa piatta, che anche in questo caso non poteva essere la Groenlandia, che sapeva avere imponenti ghiacciai. Dopo tre giorni di vento da sud-ovest giunsero in vista di un'isola con ghiacciai, ma inadatta agli uomini. Dopo quattro giorni di vento forte avvistarono finalmente la Groenlandia, dove si fermò da suo padre, abbandonando i commerci e lavorando invece nella fattoria. 
Egli raccontò della sua scoperta sia in Norvegia che in Groenlandia, dove Leif figlio di Erik si mostrò estremamente interessato alle nuove terre.

## Leif Erikson
Dieci anni dopo Leif Erikson (Leifr Eiríksson) prese sul serio i racconti di Bjarni, comprò la nave che Bjarni Herjólfsson aveva usato per il suo viaggio, assunse un equipaggio di 35 uomini e partì alla ricerca del nuovo territorio. Si pensa che il risultato sia stato l'insediamento vichingo di L'Anse aux Meadows, a Terranova, il primo tentativo di colonizzazione europea del Nordamerica di cui si abbia notizia, eccezion fatta per l'isola di Groenlandia che era stata colonizzata molto prima.